# Klarinette d’amore
Die Klarinette d'amore oder Liebesklarinette oder clarinetto d'amore (ital.) oder clarinette d'amour (franz.) ist ein Mitglied der Klarinetten-Familie in der Altlage.

## Konstruktion und Klang
Die Klarinette d’amore ist eine vorwiegend in G gestimmte Klarinette mit der Besonderheit, dass ihr Schalltrichter nicht wie ein konischer Becher, sondern wie eine Birne geformt ist, die man Liebesfuß nennt. Dieser verleiht dem Instrument einen besonderen, weichen Klang, weswegen das Instrument gelegentlich auch clarinetto dolce genannt wurde. Dieses  melodiöse Timbre wurde während der Zeit der deutschen Bewegung Sturm und Drang sehr geschätzt. Des Weiteren verfügt die historische Klarinette d'amore zwischen dem Oberstück und dem Mundstück nicht wie eine übliche Klarinette über ein Fässchen, sondern einen gebogenen Hals.
Neben den größeren Formaten wurden Klarinetten d'amore auch in C, B und A gebaut und kamen dann zum Einsatz, wenn in einer Komposition entsprechend gestimmte Klarinetten verlangt wurden, zumal sich der Liebesfuß einer Klarinette d'amore völlig unproblematisch gegen einen normalen Schalltrichter austauschen lässt. Umgekehrt: Auf eine hohe Klarinette, z. B. eine normale B-Klarinette, lässt sich ohne Weiteres statt des Standard-Bechers ein Liebesfuß aufstecken, wenn der Spieler bei einer bestimmten Komposition eine entsprechende Klangänderung als vorteilhaft ansieht.

## Geschichte
Die Klarinette d'amore erschien erstmals in Süddeutschland, und zwar um 1740, einige Jahrzehnte vor dem bekannteren Bassetthorn, das möglicherweise aus der Klarinette d'amore entwickelt wurde. Frühe Instrumente hatten nur 3 oder 4 Klappen, spätere aus dem 19. Jahrhundert, wie ein Beispiel der Wilhelm Heckel GmbH zeigt, kamen sogar auf bis zu 14 Klappen. Mindestens 69 erhaltene Klarinetten d'amor aus dem 18. und 19. Jahrhundert haben  in Museen bis in die Neuzeit überlebt, was darauf hindeutet, dass das Instrument eine Zeit lang eine gewisse Popularität erlebte. Mitte des 19. Jahrhunderts galt es als veraltet; Heckel bot es jedoch noch bis Anfang des 20. Jahrhunderts an.

## Moderne Entwicklungen

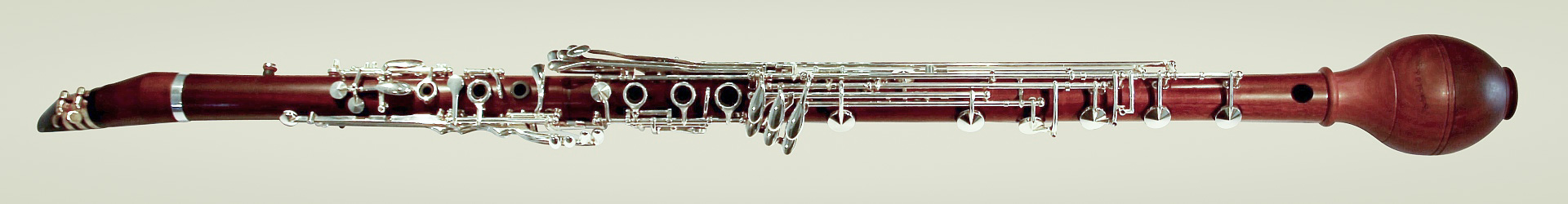
Eine moderne Böhm-Klarinette d'amore gebaut von Seggelke Klarinetten (früher: Schwenk & Seggelke), Bamberg, auf Basis einer Bassettklarinette in G; Auftragswerk von Richard Haynes

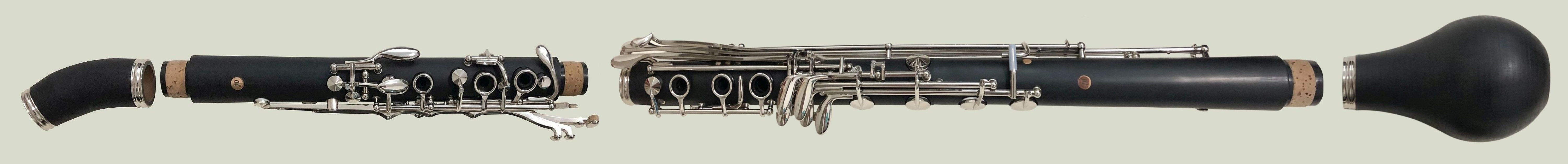
Moderne Böhm-Klarinette d'amore, umgebaut aus einer chinesischen Böhmklarinette in G

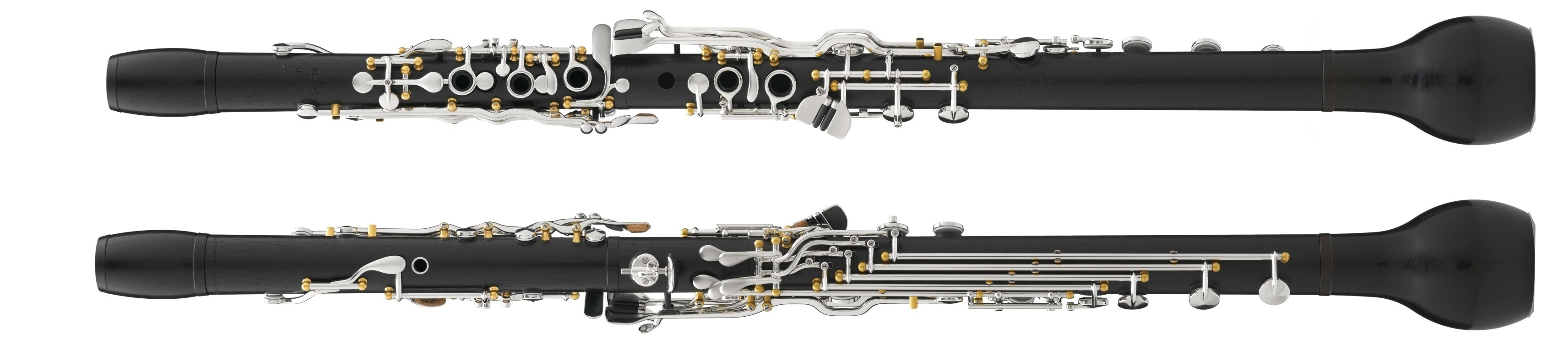
Moderne deutsche Bassettklarinette in A mit Liebesfuß, Oberseite und Unterseite, gebaut von Gerold-Klarinetten, Fritzens, Österreich

In letzter Zeit wurden Anstrengungen unternommen, die Klarinette d'amore sowohl in historischer als auch in moderner Form wiederzubeleben. Die jüngsten Arbeiten dazu betreffen ein Aufnahmeprojekt des niederländischen Klarinettisten Vlad Weverbergh, der Musik des Brüsseler Komponisten Henri Joseph de Croes (1748 bis 1842) für historische Liebesklarinetten eingespielt hat (erhältlich bei Etcetera Records).
Im Jahr 2020 stellte der Klarinettenbauer Seggelke Klarinetten (früher Schwenk & Seggelke) im Auftrag des australischen Klarinettisten Richard Haynes eine moderne Bassettklarinette in G mit Liebesfuß aus Mopane her, ausgestattet mit französischer Griffweise. Somit entstand ein Instrument, das den verschiedenen Identitäten einer G-Klarinette gerecht werden kann (siehe auch Bassetthorn und Altklarinette).
Mundstück und Birne fertigte er aus einem Stück mit einem Knick dort, wo das Mundstück in die Birne übergeht. Wie alle Bassettklarinetten reicht dieses Instrument in der Tiefe nicht, wie normale Klarinetten, notiert bis zum kleinen e (klingend groß H), sondern eine Terz tiefer bis c (klingend groß G), manchmal auch bis zum großen H (klingend groß Fis). Der tiefste Ton ist auf dieser speziellen Liebesklarinette im  Regelfall notiert c (klingend groß G), stopft man jedoch ein offenes Tonloch unten rechts, ertönt bei dem Griff für c stattdessen das einen Halbton niedriger notierte H (klingend groß Fis). Über diesen erweiterten Tonumfang verfügten die historischen Klarinetten d'amore nicht, ihr tiefster Ton ist (geschrieben) e. Andere Hersteller bauten in der Folge ähnliche Instrumente, ebenfalls mit dem vergrößerten Tonumfang.

## Werke für bzw. auch für Klarinette d’amore in G
- Johann Christian Bach – Temistokles: Dritter Akt – „Ah si resta“ (1772) inkl. 3 Klarinetten d’amore in D (obwohl am wahrscheinlichsten Bassetthörner in D sind)
- Anonym – Concertante in G-Dur für zwei Klarinetten d’amore und Ensemble
- Henri Joseph de Croes – Partita (1788) für zwei Klarinetten in G, zwei Bratschen und Violone (aufgenommen auf Klarinetten d'amore vom Terra Nova Collective)
- Johann Simon Mayr – Qui sedes, für Sopran, Tenor und Klarinette d'amore oder Bassetthorn
- Johann Simon Mayr – Gloria patri, für Sopran, Horn & Klarinette dolce
- Henrik Strindberg – Musik für Klarinette d'Amore und Streicher (2018)
- James Gardner – Carica d'amore (2020)
- Richard Haynes – Shorelines (2020)
- Samuel Andrejew – A Line Alone (2020)
- Chris Dench – ghosts of motion (2020)
- Walter Feldmann – ...süsses Unheil... (2020)
- Matthias Renaud – Schattenlinie (2020)
- Jonah Haven – huso huso (2020)
- Sean Quinn – incubation (2020)
- Martin Gaughan – Sonatina (Flüsternd im Zwielicht) (2020/21)
- Samuel Andreyev – Sonata da camera (2021)
- Catherine Lamb – Curva Triangulus (2018/2021)
- Sachie Kobayashi – être (2022)